# Willy Kreitz
Wilhelm „Willy” Kreitz (ur. 21 września 1903 w Antwerpii, zm. 3 lipca 1982 w Uccle) – belgijski hokeista, trzykrotny olimpijczyk.
Zdobył srebrny medal mistrzostw Europy w 1927 oraz brązowy w 1924.

## Występy na IO
| Rok  | Igrzyska Olimpijskie | Konkurencja     | Wyniki      |
| 1924 | Chamonix 1924        | hokej na lodzie | DNS         |
| 1928 | Sankt Moritz 1928    | hokej na lodzie | 5. miejsce  |
| 1936 | Ga-Pa 1936           | hokej na lodzie | 13. miejsce |